# Фінікс (Іллінойс)
Фінікс (англ. Phoenix) — селище (англ. village) в США, в окрузі Кук штату Іллінойс. Населення — 1708 осіб (2020).

## Географія
Фінікс розташований за координатами 41°36′43″ пн. ш. 87°37′52″ зх. д. / 41.61194° пн. ш. 87.63111° зх. д. (41.611915, -87.631012). За даними Бюро перепису населення США в 2010 році селище мало площу 1,17 км², уся площа — суходіл.

## Демографія
Згідно з переписом 2010 року, у селищі мешкали 1964 особи в 727 домогосподарствах у складі 490 родин. Густота населення становила 1685 осіб/км². Було 816 помешкань (700/км²).
Расовий склад населення:
| - 91,3 % — чорних або афроамериканців - 2,5 % — білих - 0,4 % — корінних американців - 0,2 % — азіатів - 3,3 % — осіб інших рас |

До двох чи більше рас належало 2,4 %. Частка іспаномовних становила 5,9 % від усіх жителів.
За віковим діапазоном населення розподілялося таким чином: 26,6 % — особи молодші 18 років, 56,9 % — особи у віці 18—64 років, 16,5 % — особи у віці 65 років та старші. Медіана віку мешканця становила 38,9 року. На 100 осіб жіночої статі у селищі припадало 83,4 чоловіків; на 100 жінок у віці від 18 років та старших — 76,1 чоловіків також старших 18 років.
Середній дохід на одне домашнє господарство становив 41 286 доларів США (медіана — 31 117), а середній дохід на одну сім'ю — 47 219 доларів (медіана — 38 333). Медіана доходів становила 36 176 доларів для чоловіків та 35 938 доларів для жінок. За межею бідності перебувало 35,1 % осіб, у тому числі 45,8 % дітей у віці до 18 років та 11,0 % осіб у віці 65 років та старших.
Цивільне працевлаштоване населення становило 702 особи. Основні галузі зайнятості: освіта, охорона здоров'я та соціальна допомога — 31,6 %, транспорт — 14,4 %, мистецтво, розваги та відпочинок — 9,8 %, фінанси, страхування та нерухомість — 8,0 %.

## Відомі мешканці та уродженці
- Квінн Бакнер 1945–2017 — американський професіональний баскетболіст, що грав на позиції розігруючого захисника за декілька команд НБА. Гравець національної збірної США. Чемпіон НБА, олімпійський чемпіон Монреаля 1976. Згодом — баскетбольний тренер.